# Beschorneria
Beschorneria is een geslacht uit de aspergefamilie. De soorten komen voor in Mexico en Centraal-Amerika.

## Soorten
- Beschorneria albiflora
- Beschorneria calcicola
- Beschorneria dubia
- Beschorneria rigida
- Beschorneria septentrionalis
- Beschorneria tubiflora
- Beschorneria wrightii
- Beschorneria yuccoides